# Eisenberg (Chiemgauer Alpen)
Der Eisenberg ist ein 1490 Meter hoher Berg in den Chiemgauer Alpen 4 Kilometer südlich von Ruhpolding in Bayern.

## Geographie
Der Eisenberg liegt im Zentrum eines Bergstocks, der sich in ostnordöstlicher Richtung vom Sulzgrabenkopf (1521 m) über den Unternberg (1425 m) bis an die Weiße Traun erstreckt. Dieser Bergstock erreicht eine Länge von 5,3 Kilometer bei einer Breite von 3 Kilometer. Der Sulzgrabenkopf mit der Unteren Urschlauer Wand im Nordwesten kann durch einen tief eingeschnittenen Graben, der bei Sulzen rechtsseitig in die Urschlauer Achen mündet, vom Massiv des Eisenbergs abgesondert werden. Vom Unternberg im Osten ist der Eisenberg durch die 1337 Meter hohe Einsattelung an der Unternbergalm und den unterhalb entspringenden Weingartengraben getrennt. Im Westen setzt die Einsattelung am Möser (1335 m) ihn sowohl von der Zwölferspitz (1386 m mit 1402 Meter hohem Vorgipfel) als auch vom Durlachkopf (1395 m) ab. Ausgehend vom Sattel der Sulz südlich der Zwölferspitz verläuft sodann ein Gratkamm zum Sulzgrabenkopf, der seinerseits über ein Gratstück mit der Hörndlwand (1684 m) in Verbindung steht.
Die Südseite des Bergstocks wird von der Seetraun und dem Rammelbach begrenzt. Entlang der Nordwestseite fließt die Urschlauer Achen gen Ruhpolding. Zu ihr entwässern zahlreiche Bäche und Gräben, die auf der Nordwest- und Nordseite des Eisenbergs entspringen. Auf der sanfteren Südseite des Bergstocks sind der Vordere Zettelgraben und der Kühbachgraben zu erwähnen.

## Zugang und Erschließung
Der Gipfel des Eisenbergs ist von der Unternbergalm-Bergwachthütte aus leicht zu besteigen, zu welcher eine Forststraße (Almstraße) von der Raffneralm heraufführt. Diese Forststraße zieht dann südlich unterhalb des Gipfels weiter nach Westen in Richtung Möser. Von hier aus kann auf einem Wanderweg über die Simandlmaisalm die Branderalm am Fuße der Hörndlwand erreicht werden.
Am Gipfel besteht wegen Baumbewuchs keine gute Aussicht, vom Südhang und von der Unternbergalm lassen sich aber die weiter südlich gelegenen Gipfel wie beispielsweise Schlösselschneid (1416 m), Hörndlwand und Gurnwandkopf (1691 m) sehr schön beobachten.
Auf der Nordseite des Eisenbergs liegen die Schlepplifte von Bärngschwendt und Eisenberg. Die untere Liftanlage dient als Zubringer für die 1971 erbaute Unternberg-Seilbahn, die von Eisenberg aus weiter zum Gipfel des Unternbergs führt.

## Geologie

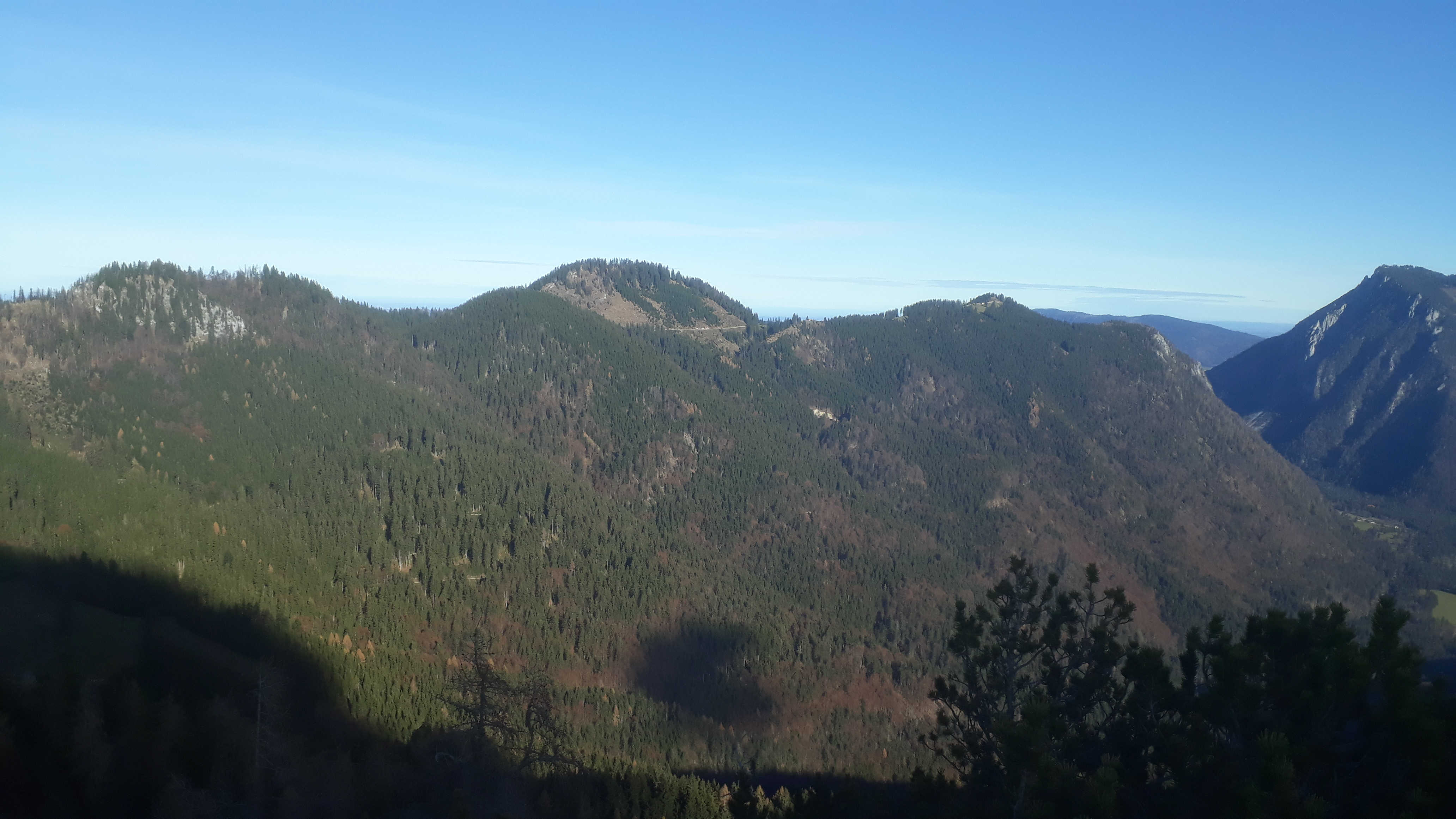
Die Südseite des Eisenbergs (Mitte) gesehen von der Schlösselschneid. Rechts der Unternberg mit den Geschoßwänden, links der Durlachkopf und die Schneid zum Sulzgrabenkopf. Ganz rechts am Rand der Rauschberg.

Nach dem Eisenberg wurde die Eisenberg-Schuppe benannt, welcher der Bergstock angehört. Sie bildet die südlichste Schuppe der bajuvarischen Lechtal-Decke, die im Süden des Eisenbergs in der Umgebung der Kühbach-Diensthütte von der tirolischen Staufen-Höllengebirgs-Decke schräg überfahren wird. Die Eisenberg-Schuppe hat ihrerseits entlang der Nordwestseite des Bergstocks die unterkretazische Branderfleck-Formation des Cenomaniums steil überschoben, wobei Schubfetzen von Raibler Rauhwacke eingekeilt wurden.
Die bewaldeten, rauen Nord- und Nordwesthänge der Schuppe werden aus steil nach Süden einfallendem Hauptdolomit des Noriums aufgebaut. Kurz unterhalb des Gipfels erscheint erstmals Plattenkalk, am Gipfel Oberrhätkalk. Der Jura nimmt die Südflanke unterhalb des Gipfels ein, gefolgt von unterkretazischen Aptychenschichten der Schrambach-Formation. Er zeigt die Abfolge Hierlatzkalk, Scheibelberg-Formation, Chiemgau-Schichten und Ruhpolding-Formation. Die hangenden grauen Aptychenschichten bilden den Kern einer Muldenstruktur, die als westliche Fortsetzung der Oberwössener Mulde angesehen wird.
Ungefähr auf halber Höhe des Südhangs verkomplizieren sich dann die Strukturen, bedingt durch die herannahende Deckenstirn des Tirolikums. Auf knapp 500 Meter werden hier bis zu fünf steil nach Süden einfallende Schubspäne angetroffen – mit Hauptdolomit an der Basis, jedoch meist im Niveau der Kössener Schichten abgeschert. In den Schubspänen zugegen sind ferner Unterjura, Dogger und Unterkreide. An der tirolischen Deckenstirn sind Reichenhaller Schichten steil eingeklemmt, oft gefolgt von einem Span aus Wettersteinkalk. Weiter südlich schließen sich dann Raibler Schichten an (mit Raibler Tonstein, Raibler Kalk und Raibler Dolomit), die jedoch leicht nach Norden einfallen und bereits den Nordflügel des Sattels am Seekopf (Hochkienberg-Sattel) darstellen.
Die Sedimentfolge am Eisenberg wird von einigen Querbrüchen durchsetzt. Die bevorzugten Richtungen sind Nordnordost (vorwiegend links-, teils aber auch rechts-versetzend), Nordost (links-versetzend), Nord und Nordwest (links- und rechts-versetzend). Die Muldenachse der Oberwössener Mulde streicht N 080. Die Schubspäne zeigen Längsstörungen (Internüberschiebungen) mit vorwiegend östlichen Streichrichtungen, die aber durchaus in die Nordost-Richtung der nahen tirolischen Deckenstirn einbiegen können.

### Eiszeiten

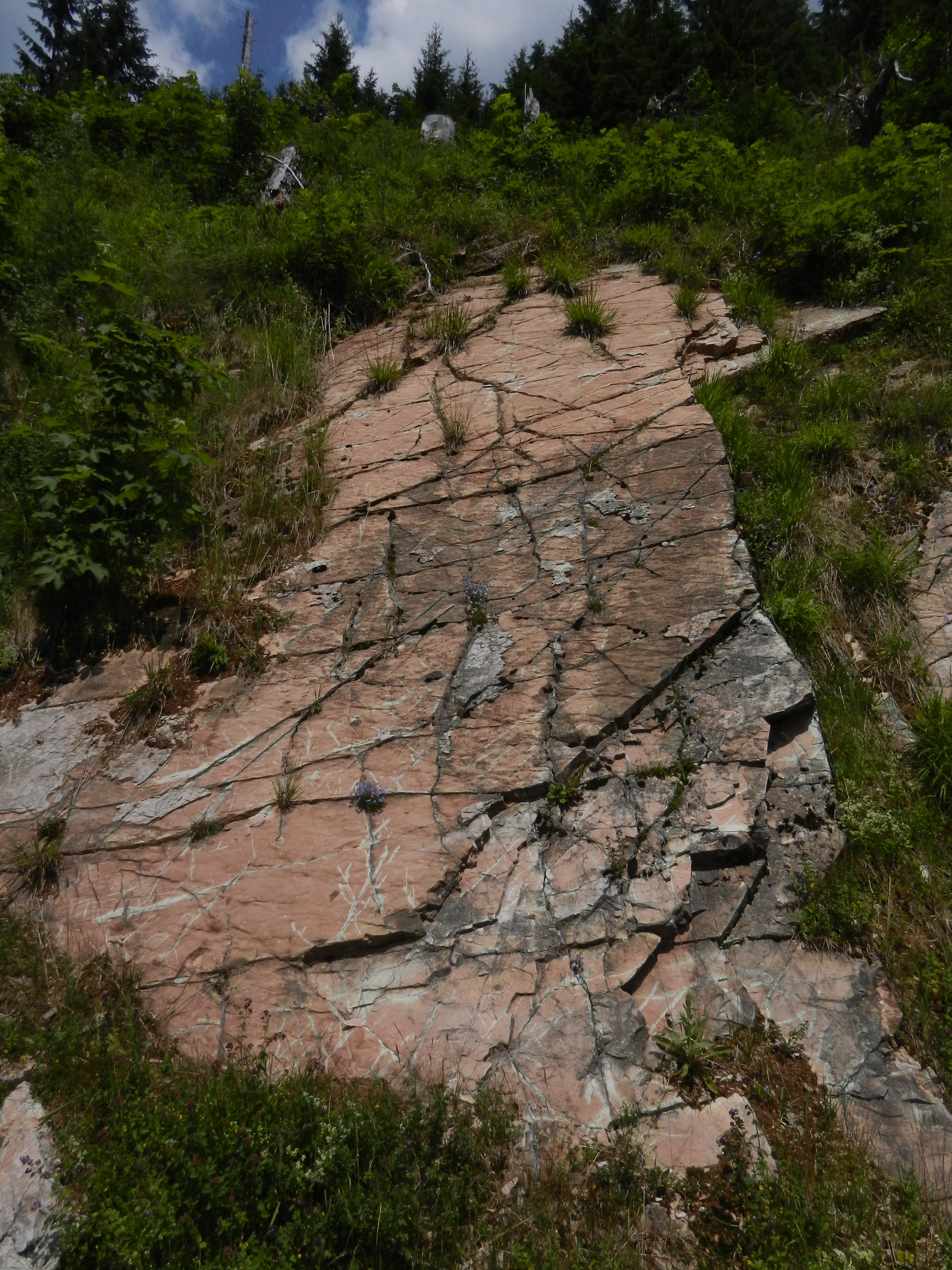
Steil nach Süden einfallender Oberjura auf der Südseite des Eisenbergs.

Der Bergstock des Eisenbergs wurde in den letzten beiden Kaltzeiten von Ferngletschern umflossen. An der Südseite zog der Seetraun-Gletscher vorbei, der sich bei Laubau mit dem Fischbach-Gletscher zum Weißtraungletscher vereinigte, welcher in den Ruhpoldinger Talkessel nach Norden einströmte. Er hat bei Seehaus Moränenmaterial (Till) hinterlassen. Im Nordwesten floss der Urschlauer Achen-Gletscher, der einen östlichen Abzweig des Tiroler Achen-Gletschers darstellte. Auch von ihm sind Moränenreste vorhanden (beim Ortsteil Eisenberg). Laut Klaus Doben (1970) erreichte das Ferneis am Nordrand des Bergstocks eine Höhe von 900 bis 950 Meter, auf der Südseite jedoch bis zu 1100 Meter. Es stand hier somit knapp 400 Meter über der heutigen Talhöhe der Seetraun.
Der Nordwest- und Nordfuß des Eisenbergs wird von Hangschutt verhüllt, der wahrscheinlich bis in die letzte Eiszeit zurückreichen dürfte, hauptsächlich aber holozänen Ursprungs ist. Hangschutt bedeckt auch den Weingartengraben sowie große Abschnitte am Südfuß des Berges.

## Ökologie
Nur die äußerste Südwestecke des Eisenbergs am Möser-Sattel gehört seit 1955 zum nahezu 100 Quadratkilometer großen Naturschutzgebiet Östliche Chiemgauer Alpen (Nummer NSG-00069.01), welches gleichzeitig als Vogelschutzgebiet fungiert. Der Rest des Berges hat keinen besonderen Schutzstatus.